# اندیس آنومالی پرمگسو
آنومالی پرمگسو یک اندیس چندفلزی است که در حوالی شهر معلمان استان سمنان قرار دارد و مادهٔ معدنی موجود در آن، طلا است.سنگ میزبان این اندیس آندزیت است  در این اندیس، پاراژنز‌های گالن و طلا یافت می‌شوند.